# Стадион Хајдука на Лиону
Дуго после оснивања Хајдук није имао своје игралиште, па су играчи најпре тренирали код некадашње Радио индустрије да би се потом померили мало ниже на стрму ливаду „Код три ораја”, изнад Пашине чесме. Ту су дочекивали и понеког ривала у пријатељским утакмицама.
Игралишта на којима је играо Хајдук као домаћин док није изградио свој стадион:
- Црвена звезда, Мали Мокри Луг (најчешће ту је и тренирао)
- Београд, Карабурма
- Млади Пролетер (бивше Балканово код Опсерваторије на Звездари)
- и другде

Изградња фудбалског терена завршена је 1951. године и имала је земљану подлогу. За уређење терена били су заслужни:
- Станислав Милутиновић (председник клуба)
- Мате Абаз
- Мане Јевтић
- Велизар Јевтић
- Михајло Јојић (директор ГП „Градитељ”)
- Давор и Ленко Грчић (играчи сплитског Хајдука)
- Илија Кутановски

На отварању игралишта гостовала Црвена звезда. По неким проценама било је, између 1.500 и 2.000 гледалаца.
Нова реконструкција игралишта била је 1953. године, уз помоћ Радмила Станојевића Штерке и Илије Јовановића. Радовима је руководио Срђан Мркушић, голманска легенда Црвене звезде и репрезентативац Југославије.
Нова подлога игралишта је била шљака, једна од бољих у Београду.
Нова велика реконструкција терена завршена је 1969. године. Реконструкцијом руководили су професор Звонко Бенедековић и економ Душан Павловић, који су се старали о игралишту Црвене звезде.
Стадион је званично отворен 22. маја 1969. године, а на отварању је гостовала Црвена звезда са капитеном Џајићем, пред 5.000 гледалаца.
Публика — Моћно оружије „голубова”
Мало је нижеразредних клубова који се могу похвалити да имају бројну публику од београдског Хајдука. На игралишту код „Диспанзера” редовно се окупи 1.500 до 2.000 гледалаца. 
Љубитељи фудбала са Звездаре редовно прате своје љубимце и на гостовањима.
На дербијима против „Булке”, Синђелића, Обилића, Вождовца или Београда са Карабурме било је по 5-6 хиљада гледалаца.
|  |  |  |  |

| Носилац правилника                     | Ширина    | Дужина      |
| ФИФА (национална првенства)            | 45 — 90 м | 90 — 120 м  |
| ФИФА (интернационални сусрети)         | 64 — 75 м | 100 — 110 м |
| УЕФА (УЕФА Лига шампиона - по групама) | 68 — 75 м | 105 — 110 м |

Утакмица ФК „Хајдук” (Београд) — ФК „Црвена звезда” поводом отварања травнатог терена, 22. маја 1969. године
- Хајдук — Црвена звезда.
- Капитени Иван Зима и Драган Џајић.
У средини савезни судија Мате Абаз.
- Публика и резервни играчи Црвене звезде и Хајдука.